# Citinio
Citinio (en griego, Κυτίνιο) es el nombre de una antigua ciudad griega de Dóride.
Se trata de una de las cuatro ciudades fundadas por los dorios, junto con Pindo, Beo y Eríneo, en una zona situada en medio de la Lócride Ozolia. Según Andrón de Halicarnaso, los fundadores de estas ciudades eran procedentes de una zona que se llamaba también Dóride, en Tesalia, y que se denominaba también Hestieótide.
Es citada por Tucídides en el marco de la primera guerra del Peloponeso: hacia el año 458 o 457 a. C., los focenses atacaron las ciudades de Beo, Eríneo y Citinio de Dóride. Los lacedemonios acudieron en su defensa, con tropas comandadas por Nicomedes y obligaron a los focenses a retirarse.